# Tri-Cities Blackhawks 1948-1949
La stagione 1948-1949 dei Tri-Cities Blackhawks fu la terza nella storia della franchigia.
I Blackhawks disputarono la NBL, chiudendo secondi in stagione regolare in Western Division con un record di 36-28, qualificandosi per i play-off. Passarono il primo turno ai danni degli Sheboygan Red Skins (2-0), ma vennero sconfitti in semifinale dagli Oshkosh All-Stars (3-1).

## Roster
|  | Naz.                   | Ruolo | Sportivo         | Anno | Alt. | Peso |  |
|  | ---------------------- | ----- | ---------------- | ---- | ---- | ---- |  |
|  | Stati Uniti (bandiera) | C     | Don Otten        | 1921 | 208  | 109  |  |
|  | Stati Uniti (bandiera) | GA    | Whitey Von Nieda | 1922 | 185  | 77   |  |
|  | Stati Uniti (bandiera) | G     | Bobby McDermott  | 1914 | 180  | 82   |  |
|  | Stati Uniti (bandiera) | G     | Billy Hassett    | 1921 | 180  | 82   |  |
|  | Stati Uniti (bandiera) | AG    | Luther Harris    | 1923 | 191  | 88   |  |
|  | Stati Uniti (bandiera) | AC    | Don Ray          | 1921 | 196  | 86   |  |
|  | Stati Uniti (bandiera) | AC    | George Ratkovicz | 1922 | 198  | 100  |  |
|  | Stati Uniti (bandiera) | AG    | Dee Gibson       | 1923 | 180  | 79   |  |
|  | Stati Uniti (bandiera) | G     | Murray Wier      | 1926 | 168  | 70   |  |
|  | Stati Uniti (bandiera) | AC    | Hoot Gibson      | 1921 | 196  | 90   |  |
|  | Stati Uniti (bandiera) | AC    | Joe Camic        | 1922 | 193  | 88   |  |
|  | Stati Uniti (bandiera) | AC    | Bobby Lowther    | 1923 | 196  | 86   |  |
|  | Stati Uniti (bandiera) | A     | Shag Hawkins     | 1920 | 193  | 102  |  |
|  | Stati Uniti (bandiera) | AC    | Ed Lewinski      | 1918 | 193  | 95   |  |

## Staff tecnico
- Allenatori: Bobby McDermott (25-20), Roger Potter (11-8)